# Federica Isabel de Hannover
Federica de Hannover (Salem, Baden-Wurtemberg, Alemania, 15 de octubre de 1954) es la hija menor y única mujer de los hijos del príncipe Jorge Guillermo de Hannover y de su esposa, la princesa Sofía de Grecia y Dinamarca, hermana del príncipe Felipe de Grecia y Dinamarca, Duque de Edimburgo.
Federica es prima-hermana de la reina Sofía de España, el rey Constantino II de Grecia y el rey Carlos III del Reino Unido, además de ahijada de la reina Isabel II del Reino Unido

## Matrimonio y descendencia
Federica contrajo matrimonio el 17 de agosto de 1979 en Vancouver, Columbia Británica, Canadá, con Jerry William Cyr (n. el 16 de enero de 1951), hijo de Gordon Paul Cyr y de su esposa, Emma Grandbois.
Federica y Jerry han tenido dos hijos:
- Julia Emma Cyr (n. el 17 de septiembre de 1982 en Vancouver, Columbia Británica, Canadá)
- Jean-Paul Welf Cyr (n. el 6 de marzo de 1985 en Vancouver, Columbia Británica, Canadá)